# Almar Otten
Almar Otten (Deventer, 9 november 1964) is een Nederlands thrillerauteur. Otten werd geboren in Deventer, maar groeide op in Heerde. Een baan bij ingenieursbureau Tauw bracht hem van Wageningen, waar hij afstudeerde als hydroloog, in 1991 terug naar zijn geboorteplaats. Hij werkte achtereenvolgens bij Tauw en het Ministerie van LNV, sinds 2007 is hij in dienst van de gemeente Deventer.
Otten schrijft sinds 1999.

## Werk
Voor de Deventer uitgeverij Artnik schreef Otten vier misdaadromans in de serie De Zeven Deventer Moordzaken, een serie misdaadverhalen die zich in en rond Deventer afspelen. De overige drie romans in de serie werden geschreven door Marcel Verreck. Nadat Otten van uitgeverij veranderde publiceerde Luitingh-Sijthoff in 2011 zijn boek De Afstammeling. Het is gebaseerd op de reis die missionaris Lebuïnus eind achtste eeuw maakte om de Saksen in het gebied ten oosten van de IJssel te bekeren. In 2012 verscheen een tweede historische thriller, Blauw Goud. In dat verhaal krijgt de historica en SAB-bibliothecaris Lineke Tesinga een zeer bijzonder veertiende-eeuws getijdenboek onder ogen. De eigenaar hoopt dat het kostbare handschrift hem de weg zal wijzen naar zijn verdwenen vader, een Wageningse bodemkundige. In 2013 verscheen de derde Lineke Tesinga thriller Jeugdzonde.
Toen begin maart 2020 door de lockdown tijdens de corona-crisis veel mensen thuis moesten blijven en bibliotheken gesloten werden, stelde Otten drie van zijn romans, Icoondrift, Gebonden kapitaal en Lied van Angst, gratis digitaal beschikbaar. Lied van Angst ook in het Engels (Song of Fear). Hij bezat zelf de rechten van deze romans.

## Erkenning
Met Blauw goud won Otten in 2012 de Diamanten Kogel. Dit is de jaarlijkse Vlaamse prijs voor de beste Nederlandstalige misdaadroman.